# Central Park Zoo
Central Park Zoo – jeden z najstarszych ogrodów zoologicznych w Stanach Zjednoczonych, którego początki sięgają drugiej połowy XIX wieku. Ogród położony jest w Central Parku, w centrum Manhattanu, w Nowym Jorku. Zajmuje obszar 2,8 ha (7 akrów). Jeden z czterech obok: Bronx Zoo, Prospect Park Zoo i Qeens Zoo tego rodzaju ośrodków w metropolii Nowego Jorku. 
Ogród należy do Stowarzyszenia Ogrodów Zoologicznych i Akwariów (AZA). 

## Historia

### Początki ogrodu
Początki ogrodu sięgają lat 60. XIX wieku. Po założeniu Central Parku, mieszkańcy zaczęli podrzucać niechciane zwierzęta do znajdującego się na jego terenie budynku arsenału. Prominentni nowojorczycy naciskali na utworzenie zwierzyńca na przykładzie Paryża i Londynu. W 1864 zatwierdzono budowlę kilku budynków w których miała znajdować się rosnąca kolekcja około 400 zwierząt. Menażeria cieszyła się popularnością wśród mieszkańców Nowego Jorku (w 1873 dzienna frekwencja wyniosła 7 tys. osób). 

### XX wiek
Mimo wielu ulepszeń wprowadzonych na początku XX wieku w celu poprawy opieki nad zwierzętami, warunki przetrzymywania zwierząt nie były w pełni odpowiednie. W 1934 zatwierdzono budowę zoo, przy finansowym wsparciu władz federalnych. Zoo otwarto oficjalnie 2 grudnia 1934, a były gubernator Alfred E. Smith został mianowany honorowym opiekunem ogrodu. W 1938 ogród otrzymał rzadko spotykanego tyglewa (krzyżówkę lwicy i tygrysa).
W latach 1960–1970 zoo popadło w ruinę, a okoliczni mieszkańcy narzekali na hałas i zapachy. Warunki finansowe oraz opinia publiczna zmusiły miasto do zawarcia w 1980 porozumienia z Towarzystwem Ochrony Przyrody (ang. Wildlife Conservation Society) do zarządzania ogrodem i jego późniejszej renowacji (1983–1988). Z racji małej przestrzeni, większość dużych zwierząt takich jak słonie, niedźwiedzie i zebry przeniesiono do innych ogrodów zoologicznych. W zoo zachowano układ czworoboczny z lat 30. XX wieku oraz pozostawiono m.in. basen przeznaczony dla lwów morskich. Architekt Kevin Roche połączył zabytkowe elementy z nowymi, dostosowując je do współczesnych standardów opieki nad zwierzętami. Koszt renowacji zoo wyniósł 35 mln USD.

### Dalsze lata
W 2004 mieszkająca w Central Park Zoo para pingwinów maskowych Roy i Silo, stała się jednym z głośniejszych przypadków homoseksualnych zachowań u zwierząt opisywanych przez media. Na terenie zoo prezentowane są obecnie m.in.: uchatki kalifornijskie, pingwiny białobrewe, pingwiny królewskie, pingwiny złotoczube, pandki rude, pantery śnieżne oraz makaki japońskie.

## Galeria

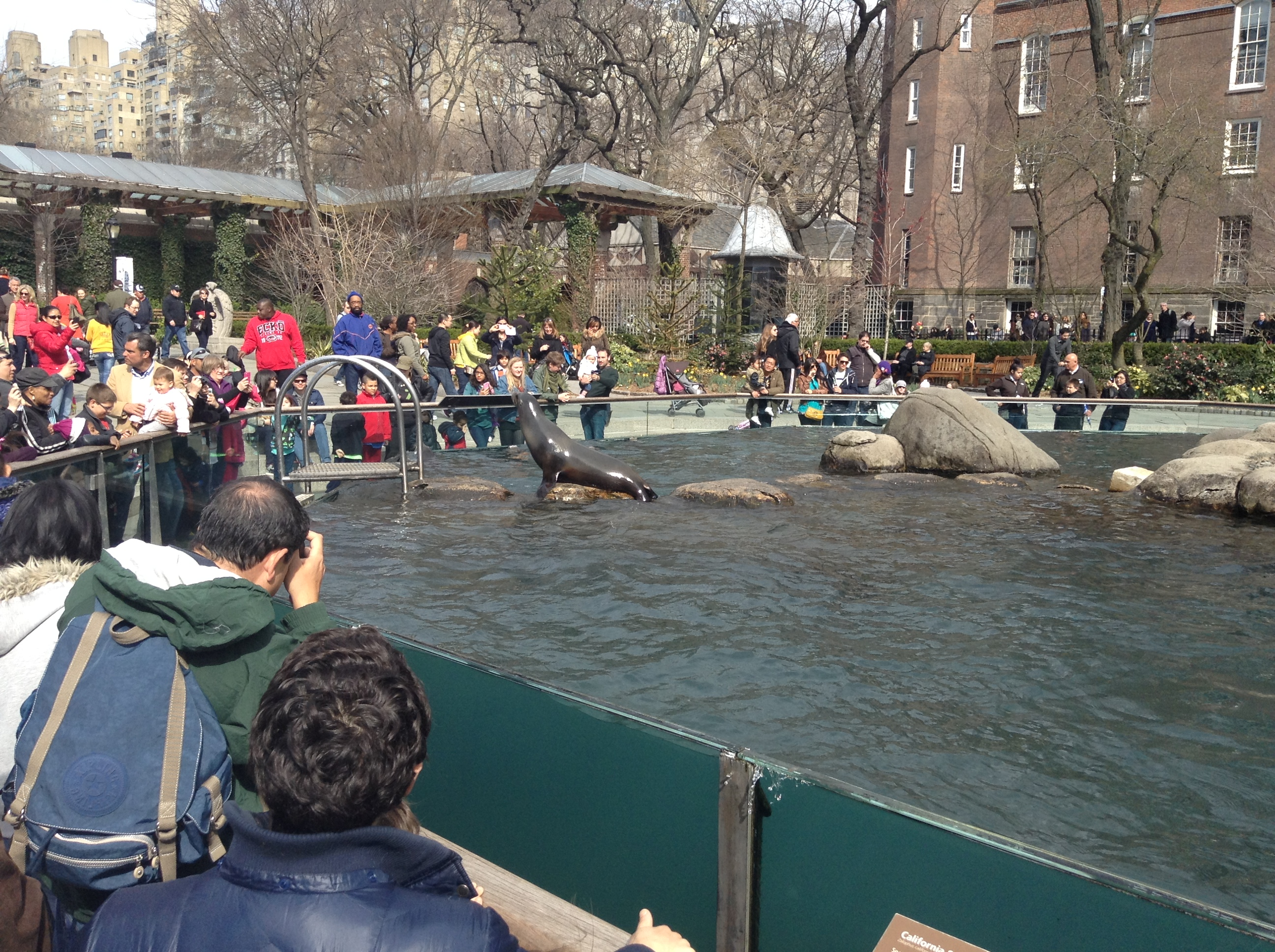
Uchatka kalifornijska (Zalophus californianus)
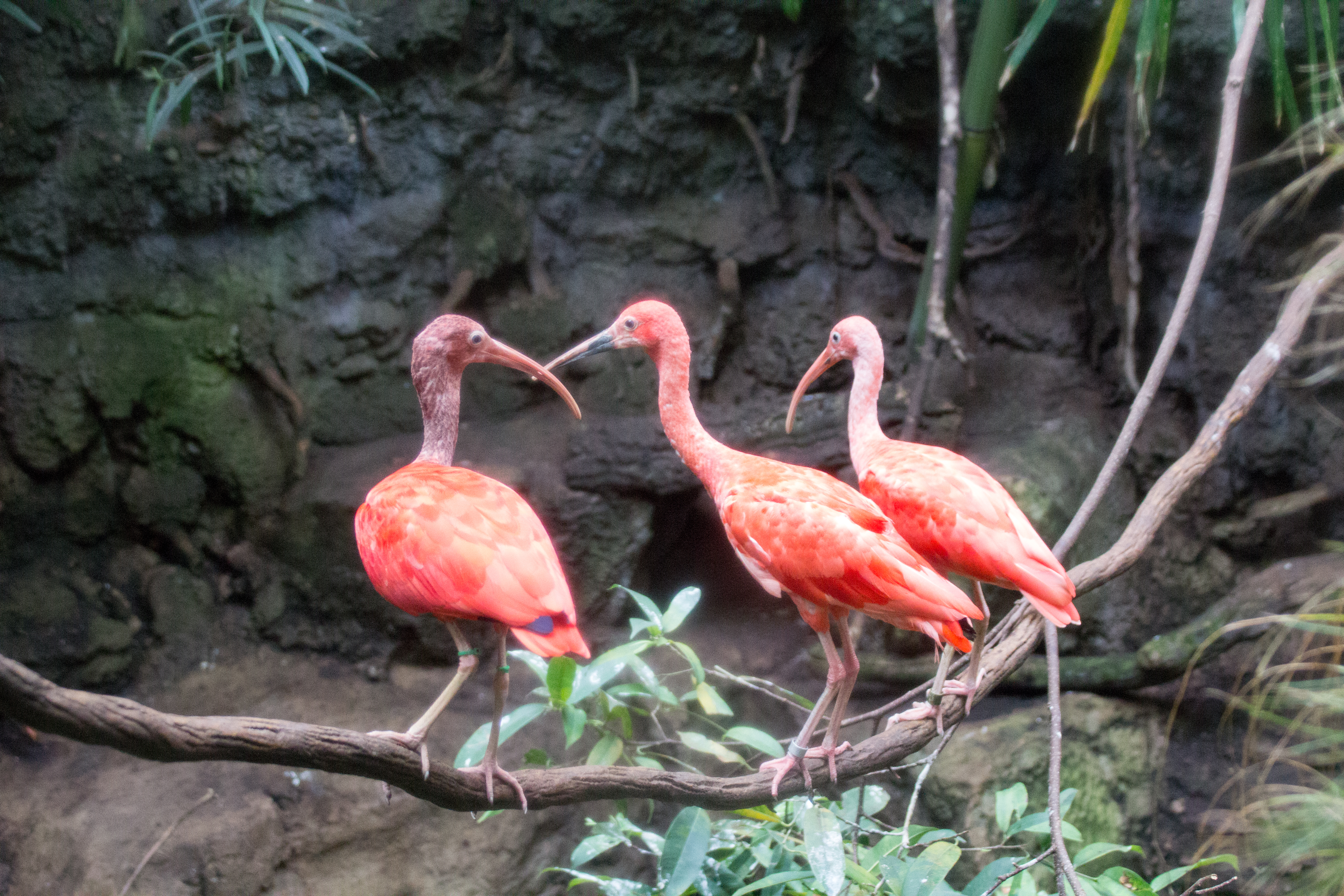
Ibis szkarłatny (Eudocimus ruber)
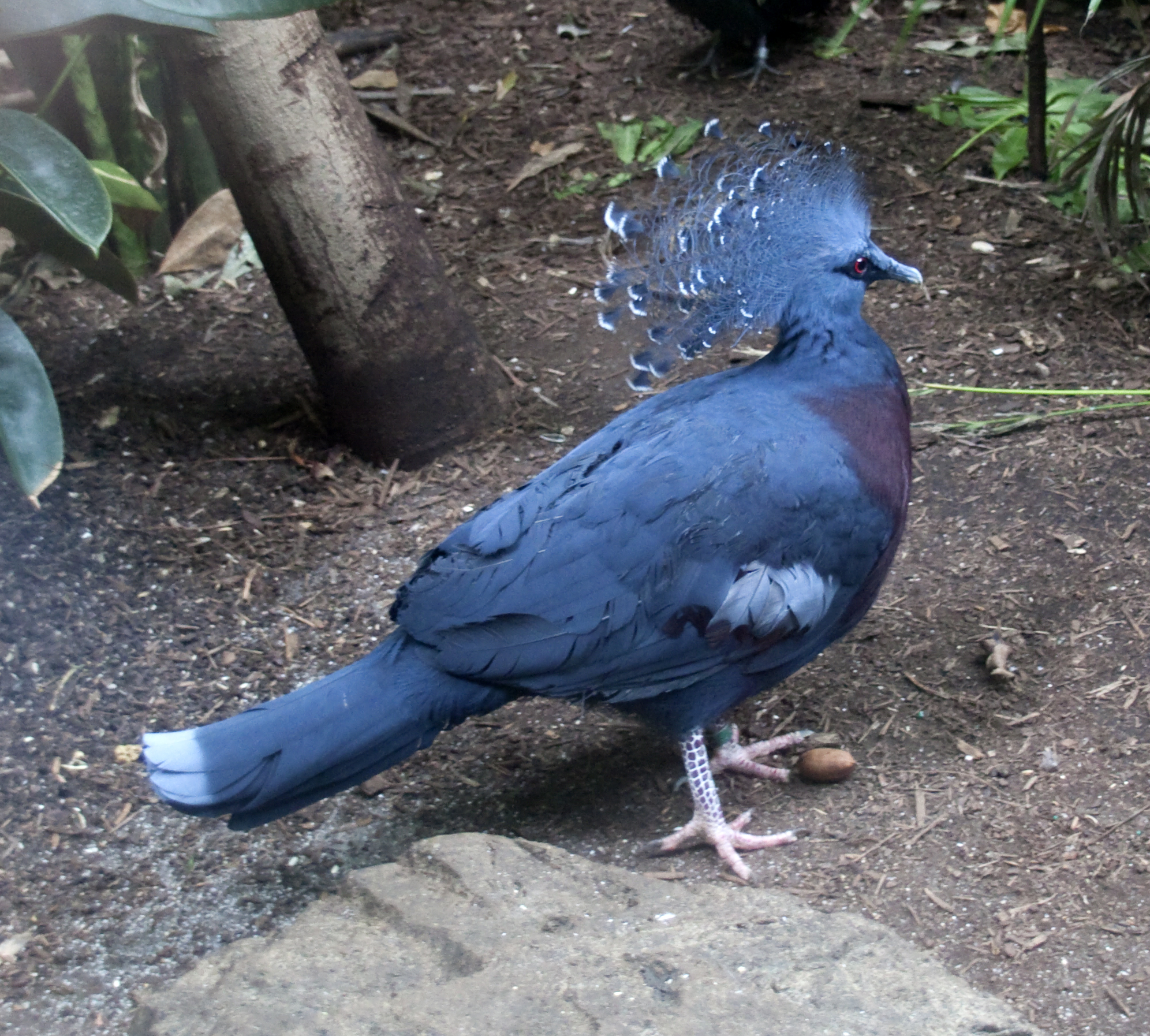
Koroniec plamoczuby (Goura victoria)
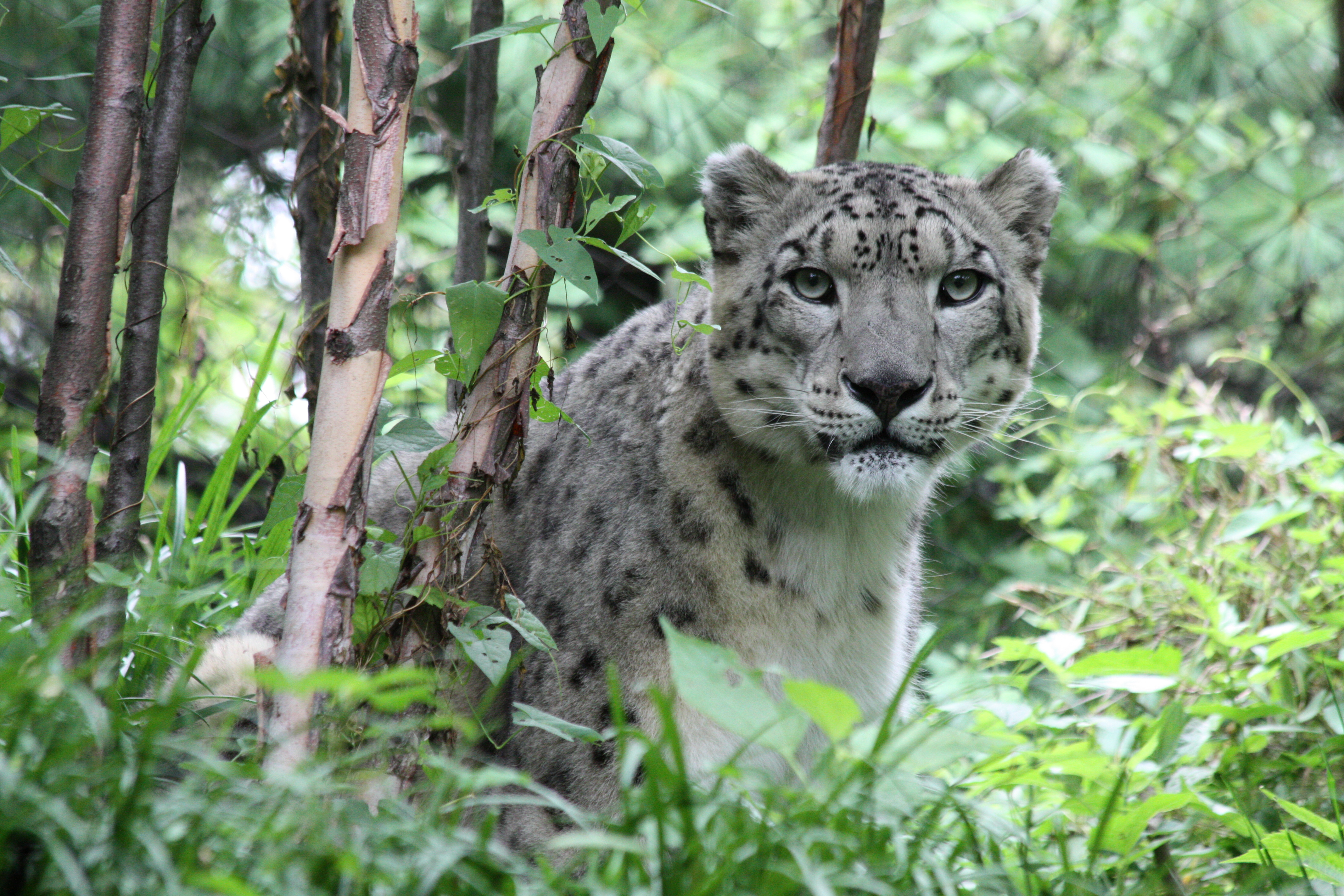
Pantera śnieżna (Panthera uncia)
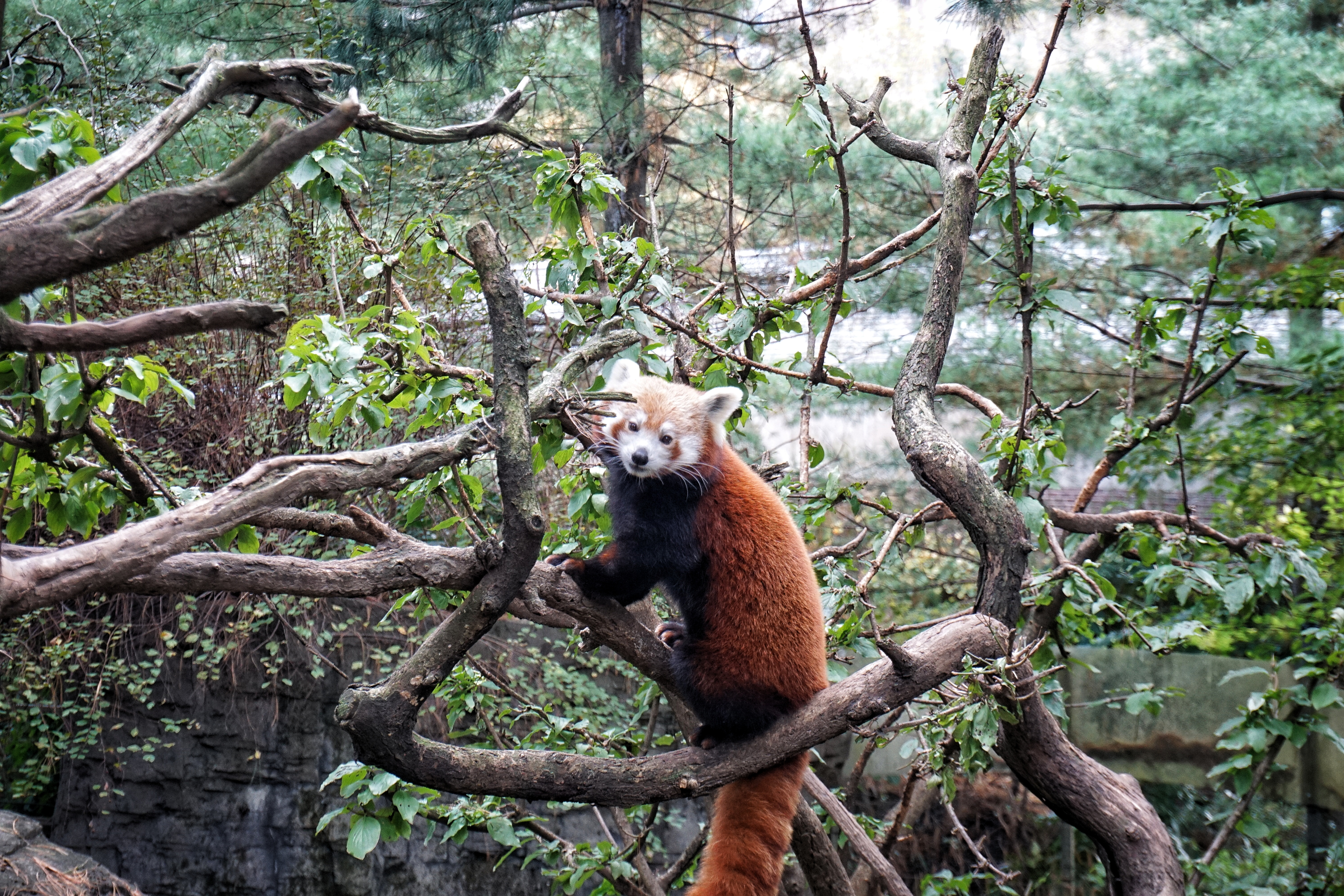
Pandka ruda (Ailurus fulgens)
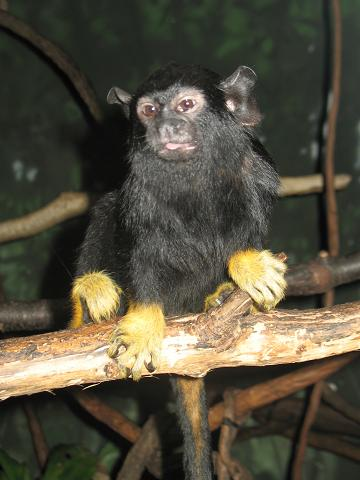
Tamaryna złotoręka (Saguinus midas)